# Suva City Carnegie Library

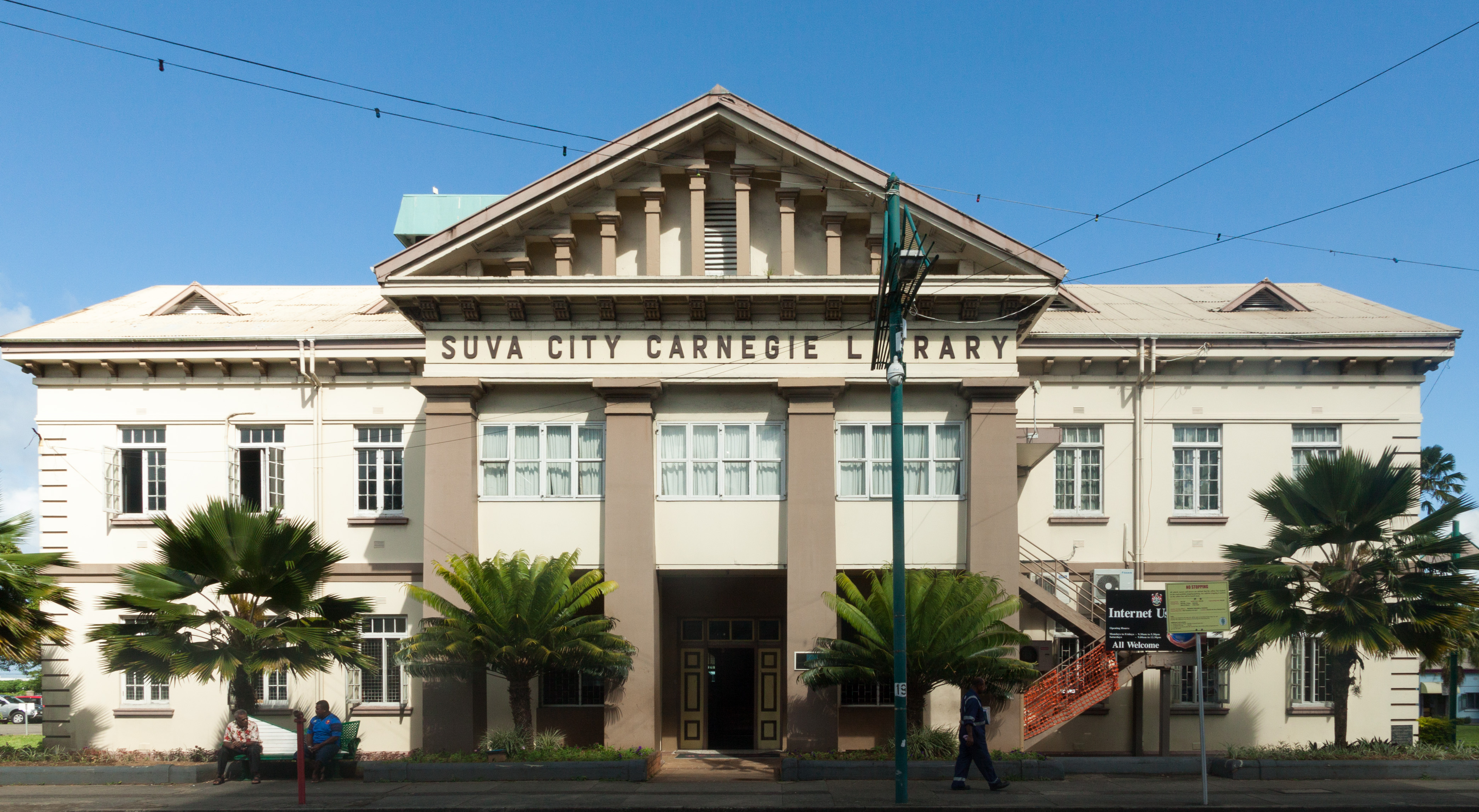
Die Suva City Carnegie Library

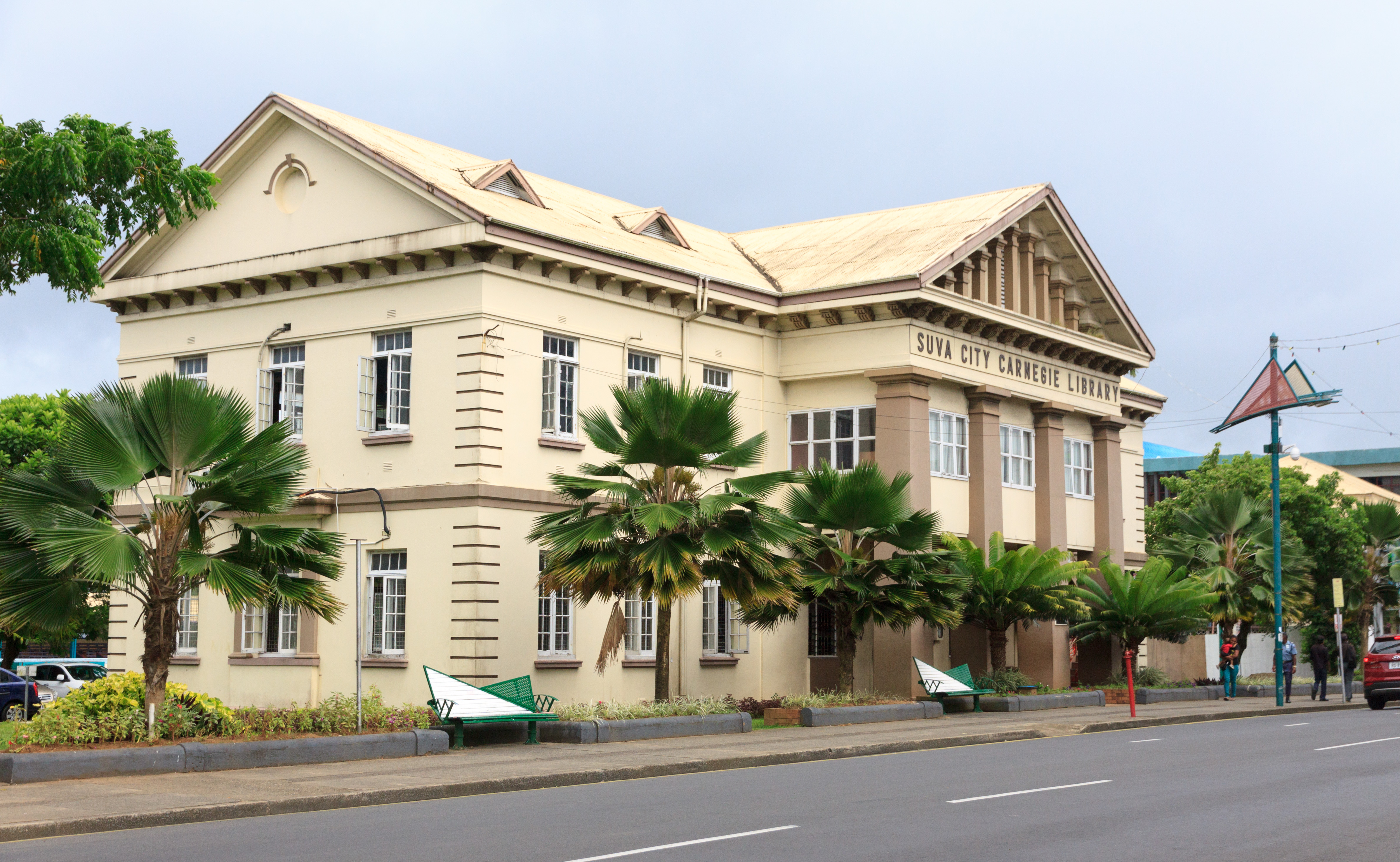
Die Suva City Carnegie Library, Seitenansicht

Die Suva City Carnegie Library wurde in den Jahren 1908/09 mit finanzieller Unterstützung von Andrew Carnegie in Suva, der Hauptstadt von Fidschi erbaut. Von weltweit 2.509 Carnegie-Bibliotheken ist sie ist die einzige in Fidschi.
Den Grundstein legte der damalige Gouverneur von Fidschi, Sir Everard Im Thurn, am 1. September 1908 an der Victoria Parade, der Hauptstraße der Metropole. Die Spende des US-amerikanischen Großindustriellen in Höhe von 1500 Pfund ($ 7300, heutiger Wert gerundet $ 185.400) deckte den Hauptteil der Baukosten des Gebäudes, das heute den Mittelteil des später um zwei Seitenflügel ergänzten Baus bildet. Am 20. November 1909 konnte die Bücherei eröffnet werden.
Im Jahre 1922 erhielt die Bücherei einen Anbau, in dem die Kinderbibliothek untergebracht war. Die beiden heute noch vorhandenen Seitenflügel wurden im Jahre 1930 angebaut, während der Anbau für die Kinderbibliothek im Jahre 1996 abgerissen wurde, um Platz für den Civic Tower, dem gegenwärtigen Rathaus der Stadt, zu schaffen. Die Kinderbibliothek ist seither in der Hauptbücherei untergebracht.
1953 änderte der Stadtrat von Suva den Namen der Carnegie Library in Suva City Library. Im Januar 2008 erhielt sie schließlich den noch heute genutzten Namen Suva City Carnegie Library.